# Escuela de Glasgow

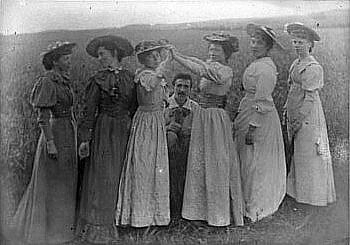
"Los Inmortales": De izquierda a derecha: Frances MacDonald, Agnes Raeburn, Aitken Janet, Charles Rennie Mackintosh, Cameron Katherine, Keppie Jessie y Margaret MacDonald. (hacia 1894)

Escuela de Glasgow (Glasgow School), en su atribución más antigua, hace referencia a un círculo de artistas modernos activos en Glasgow, Escocia entre 1870 y 1910. Tal actividad artística corrió paralela al desarrollo que la ciudad de Glasgow experimentó a finales del siglo XIX, si bien, en general, su obra era ajena a cualquier tipo de filosofía metropolitana, Glasgow era simplemente su punto de encuentro.

## Los Cuatro
El fruto más interesante de la escuela de Glasgow fue el grupo de "Los cuatro" (también conocidos como la Spook School), plataforma escocesa del movimiento Art Nouveau, que se desarrolló en los campos de la arquitectura, el diseño de interiores, y la pintura. Estaba dirigido por el arquitecto, diseñador y acuarelista Charles Rennie Mackintosh, al que acompañaban, su esposa, la pintora y artista del vidrio Margaret Macdonald, su hermana, Frances, y Herbert MacNair.

## LosGlasgow Boys

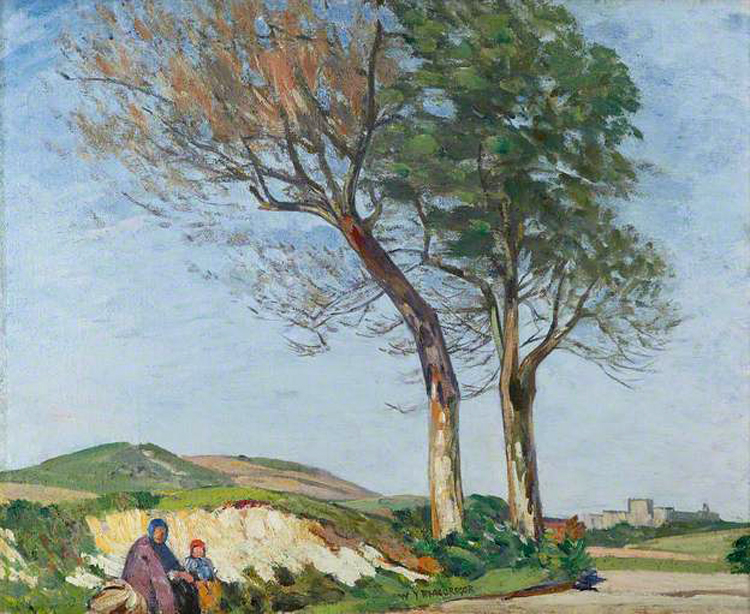
William York Macgregor - óleo sobre lienzo - 58,3 cm x 71,5 cm - Real Academia Escocesa de Arte y Arquitectura

Entre 1880 y la Primera Guerra Mundial, un colectivo que se complacía en hacerse llamar los Glasgow Boys desarrolló en dicha metrópoli escocesa la filosofía plenairista de Barbizon y una política de abierta oposición a la Royal Academy de Escocia.
Se ha considerado "chicos de Glasgow" a Joseph Crawhall, Sir James Guthrie, George Henry, E. A. Hornel, E. A. Walton, William York Macgregor y Sir John Lavery.

## LasGlasgow Girls

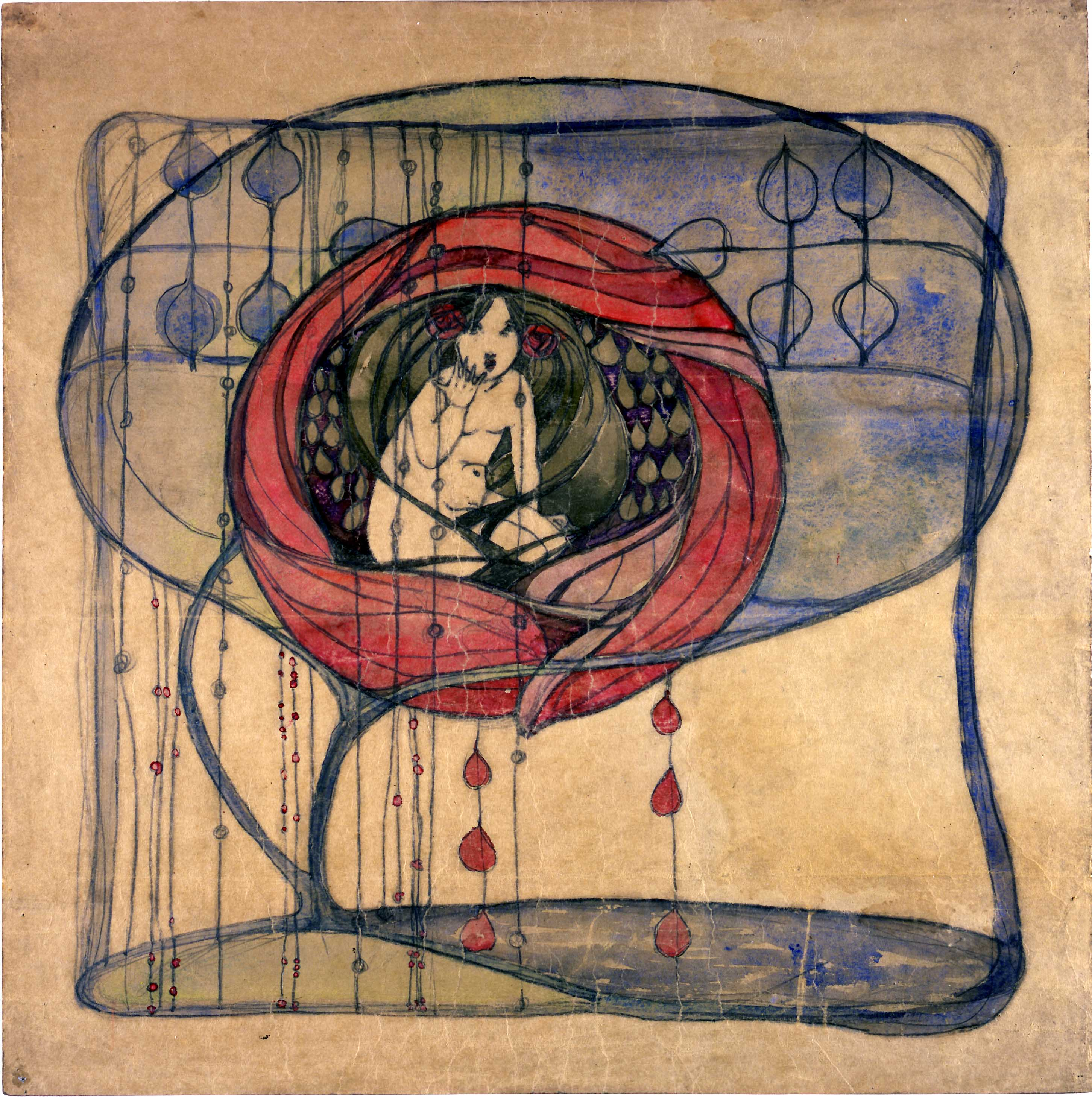
Frances MacDonald: Girl in a tree.

Las Glasgow Girls fueron un grupo de diseñadoras y artistas encabezadas por Frances Macdonald, hermana de Margaret Macdonald y cuñada del arquitecto Mackintosh. Figuras destacadas fueron, entre otras: Norah Nelson Gray, Jessie Wylie Newbery, Bessie MacNicol y Ann Macbeth.

## La segunda Escuela de Glasgow
En los primeros años de la década de 1980, un siglo después de la primera escuela, se aplicó el título de "escuela de Glasgow" al conjunto de pintores figurativos, alumnos de Sandy Moffat en la Escuela de Arte de esa ciudad, formado principalmente por: Steven Campbell, Ken Currie, Peter Howson y Adrian Wiszniewki.